# Harpymim
Harpymim (Harpymimus okladnikovi) – dwunożny teropod z rodziny harpymimów (Harpymimidae).
Znaczenie jego nazwy – naśladujący harpię.
Żył w okresie wczesnej kredy (ok. 110-100 mln lat temu) na terenach centralnej Azji.
Długość ciała ok. m, wysokość ok. m, masa ok. kg. Jego szczątki znaleziono w Mongolii.
Był prymitywnym reprezentantem grupy ornitomimozaurów. Strusiopodobny teropod spokrewniony z gallimimem.